# Boris Vladimirovič Zachoder
Boris Vladimirovič Zachoder (in russo Борис Владимирович Заходер?; Kagul, 9 settembre 1918 – Mosca, 7 novembre 2000) è stato un poeta, scrittore e sceneggiatore sovietico.
È noto soprattutto per le traduzioni e le riscritture di classici della letteratura straniera per ragazzi, come Mary Poppins, Peter Pan, Alice nel Paese delle Meraviglie. Il suo libro Vinni-Puch i vse vse vse ha date grande popolarità in Unione Sovietica al personaggio di Alan Alexander Milne Winnie the Pooh.

## Filmografia parziale

### Sceneggiatore
- Vinni-Puch (1969)
- Vinni-Puch idët v gosti (1971)
- Vinni-Puch i den' zabot (1972)